# Самородное железо
Саморо́дное желе́зо (феррит) — чистое железо, изредка встречающееся в земной коре.

## Свойства
В отличие от метеоритного железа, всегда содержащего значительное количество никеля (от 5 до 30 %), теллурическое железо обычно встречается без примесей. Самородное железо разнообразно по составу. Обычно в нём не более 2 % Ni, иногда до 0,3 % кобальта Co, около 0,4 % меди Cu и до 0,1 % платины Pt.
Твёрдость самородного железа по шкале Мооса составляет 4—5. Кристаллизуется в кубической системе, но кристаллы его встречаются редко. Как правило, самородное железо находят в виде мельчайших, неправильной формы зёрен, иногда в виде губчатых или сплошных объектов, рассеянных в базальтовых породах. Плотность самородного железа составляет 7-7,8 и зависит от содержащихся в железе примесей. Проявляет сильные магнитные свойства.
Самородное железо не ржавеет благодаря насыщенности углеродом в виде карбида железа и графита. По содержанию углерода самородное железо напоминает чугун, который не склонен ржаветь. Кроме того, когда железо начинает окисляться, его краевые зоны обогащаются углеродистым веществом, которое образует своеобразную защитную рубашку, предохраняющую металл от дальнейшего окисления.

## Происхождение
Образование теллурического железа в земной коре связывают с процессами застывания основных и ультраосновных магм. Теллурическое железо образуется из окислов или сульфидов железа (магнетит, троилит, пирротин) в результате реакций восстановления, которые протекают при наличии в магме углерода. Вследствие этого вместе с самородным железом находят также минерал когенит, который представляет собой железоникелевый карбид (FeNiCo)3C.

## Месторождения
Самородное теллурическое железо впервые было обнаружено Норденшельдом на острове острове Диско около западного берега Гренландии и описано Лорензеном в 1883 году. Позднее небольшое скопление самородного железа было найдено в Германии, в районе города Касселя в Германии и в департаменте Овернь во Франции.  B России самородное железо впервые было обнаружено геологами в траппах Сибирской платформы в 1958 году, в районах города Игарки (интрузии горы Озёрная и Джалтул-Южный) и в районе посёлка Хатанга (интрузия Хунгтукун). Наиболее крупный самородок практически сплошного железа был обнаружен в интрузии Хунгтукун.
На горе Озёрной известна железная мостовая, которая образовалась из самородков железа при разрушении вмещающих их пород, на террасе под вершиной горы.

## Применение
Поскольку месторождения самородного железа редки, промышленного значения они не имеют.